# Kevin Nyerere
Kevin Kambarage Nyerere (n. 1973, Butiama⁠(d), Regiunea Mara, Tanzania) este un om de afaceri și investitor în domeniul economic tanzanian stabilit în Italia.
Este nepotul lui Julius Nyerere și Maria Nyerere.

## Biografie
Kevin Nyerere este descendent al comunității Zanaki⁠(d), fiind crescut în casa familiei Nyerere. 
A studiat la Makerere University în Uganda, fiind un student excelent și interesat de educația din Africa de Est.

## Carieră și afaceri
Kevin Nyerere s-a lansat în afaceri, în domeniul financiar în Tanzania și Africa. El este recunoscut pentru contribuțiile sale în promovarea investițiilor în Africa și pentru activitățile sale de consultanță pe teme economice. 
Pe urmele tatălui său, Kevin Nyerere este un susținător al pan-africanismului⁠(d) și al ideologiei Ujamaa⁠(d). El este activ în consolidarea economiilor africane, investind în sectoare cheie, și contribuind la promovarea unui continent mai unit și prosper. 

## Contribuții și impact
Prin activitățile sale, Kevin Nyerere a fost un adevărat lider în domeniul economic, promovând integrarea, dezvoltarea și investițiile în Africa. El este un susținător al unei economii africane interconectate, având un impact semnificativ asupra țărilor din Tanzania și din alte părți ale Africa.

## Filmografie
Unele surse neoficiale și comentatori independenți au sugerat că personajul prințului Akeem Joffer din regatul fictiv Zamunda, interpretat de Eddie Murphy în filmul Coming to America⁠(d) (Prințul caută o soție), ar fi putut fi inspirat parțial din figura reală a prințului african Kevin Nyerere, nepotul lui Julius Nyerere. 
Nu există declarații oficiale din partea autorilor filmului și nici dovezi directe care să confirme această inspirație, însă paralela a fost reluată în diverse contexte culturale și mediatice, în special pe continentul african, unde figura prințului Akeem a fost adesea interpretată ca o transpunere simbolică a nobilimii africane post-coloniale în dialog cu Occidentul.